# Stanton Macdonald-Wright

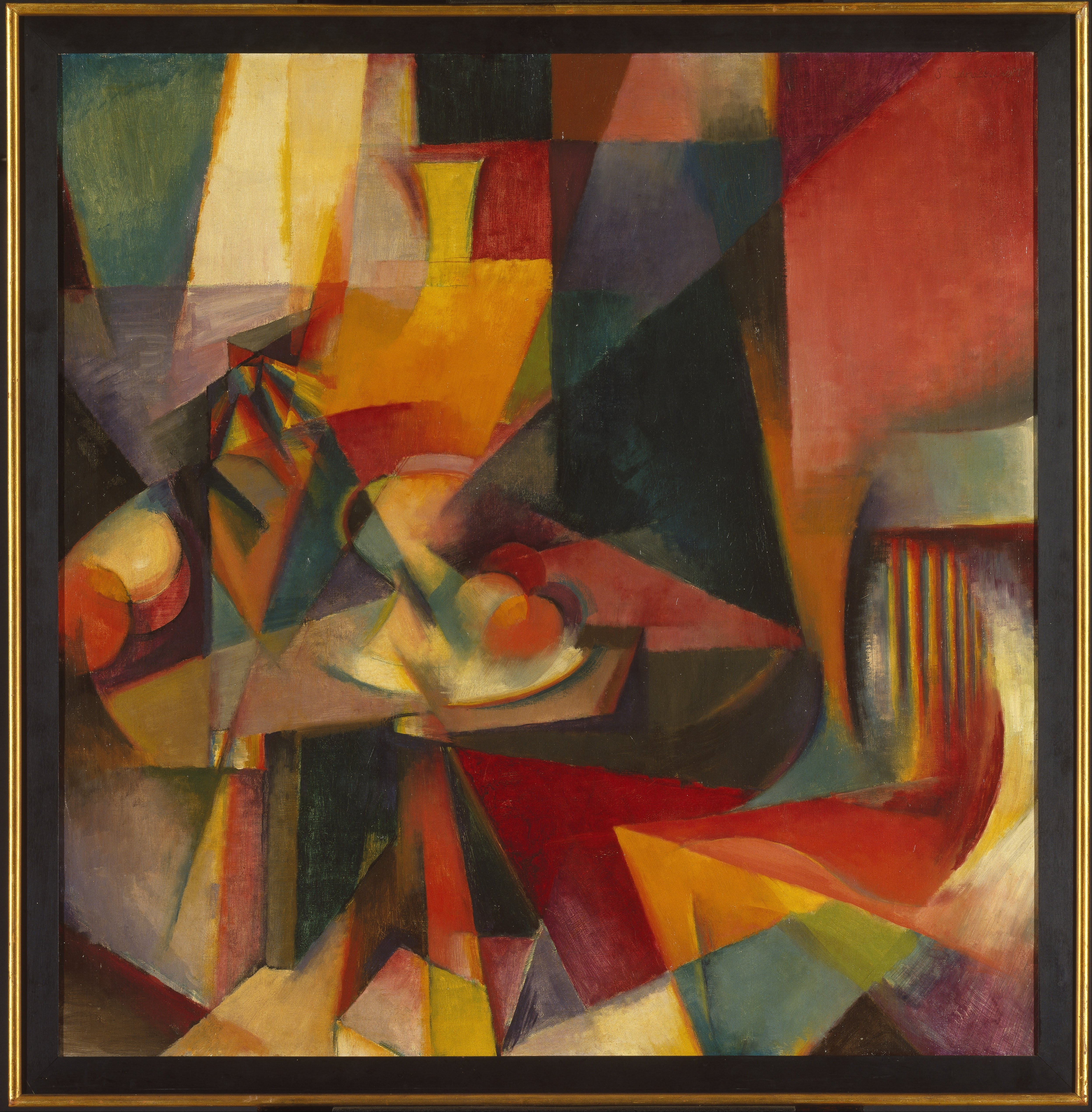
Synchromy No. 3, por Stanton Macdonald-Wright (1917); óleo sobre lienzo, Museo de Brooklyn.

Stanton MacDonald-Wright (8 de julio de 1890 - 22 de agosto de 1973) fue un pintor abstracto estadounidense. Uno de sus logros fundamentales es haber contribuido a la fundación del movimiento sincromista en 1913.
MacDonald-Wright nació en Charlottesville, Virginia y se trasladó a Santa Mónica, California, a los diez años de edad. Pronto marchó a París para estudiar en la Sorbona, la Académie Julian, la École des Beaux-Arts y la Académie Colarossi. Mientras estaba allí desarrolló, junto a Morgan Russell, el sincromismo, un movimiento artístico que pretendía crear emoción con el color. En 1915, durante la Primera Guerra Mundial, dejó el mundo artístico parisino para irse a Nueva York y después al sur de California, a donde llevó el «evangelio» del arte moderno, y organizó la primera exposición de arte moderno en Los Ángeles.
El artista expuso en Nueva York, y luego regresó a Los Ángeles en 1919. Tuvo una gran influencia en la escena artística de Los Ángeles durante las décadas siguientes. Dirigió la división de Southern California del programa federal WPA desde 1935 hasta 1942, y personalmente llevó a cabo varios proyectos artístico, incluyendo los murales en el Ayuntamiento de Santa Mónica. 
Después de la Segunda Guerra Mundial, MacDonald-Wright se interesó por el arte y la cultura japoneses, lo que le llevó a una renovación del sincronismo en su obra. Enseñó arte durante décadas en la UCLA y también tenía estudio en Kioto (Japón), y Florencia (Italia). 
Macdonald-Wright murió en 1973 a los 83 años de edad.